# 賓福德 (密西西比州)
賓福德（英語：Binford）是位於美國密西西比州門羅縣的非建制地區。

## 歷史
賓福德的郵局於1890年設立，其後於1905年停運。

## 地理
賓福德所處的海拔為高於海平面80米（即262英呎），而該地所採用的時區為UTC-6，即北美中部時區（CST）。同時該地設有夏令時間，為UTC-6調快一小時，即UTC-5（CDT）。